# Stazione di Precedenze
Stazione di Precedenze vasútállomás Olaszországban, Castiglione dei Pepoli településen.

## Vasútvonalak
Az állomást az alábbi vasútvonalak érintik:
- Bologna–Firenze-vasútvonal

## Kapcsolódó állomások
A vasútállomáshoz az alábbi állomások vannak a legközelebb:
- Stazione di Vernio-Montepiano-Cantagallo
- Stazione di San Benedetto Sambro-Castiglione Pepoli